# 保高 (海防艦)
保高（ほたか）は、日本海軍の海防艦。鵜来型海防艦の9番艦。艦名は瀬戸内海にある保高島にちなむ。太平洋戦争を生き延びて戦後は復員輸送に従事した。

## 起工までの経緯
改⑤計画の海防艦、第5251号艦型の6番艦、仮称艦名第5256号艦として計画。未起工艦のうち日立造船に建造が割り当てられていた艦は通称「日振型」として建造されることになるが、マル急計画艦と異なり掃海具を装備せずに九四式爆雷投射機と三型爆雷装填台を1基ずつ増備する変更がされた。

## 艦歴

### 起工-竣工-訓練
1944年（昭和19年）11月27日、浦賀船渠で起工。12月8日、「保高」と命名され鵜来型に分類されて同級の9番艦に定められる。1945年（昭和20年）1月28日、進水。2月1日、艤装員事務所を設置。10日、艤装員長に藤本榮左少佐が着任。3月30日竣工。藤本少佐（保高艤装員長）は保高海防艦長となる。同日附で、保高艤装員事務所は撤去された。本籍を横須賀鎮守府籍に定められ、横須賀鎮守府警備海防艦となり呉鎮守府部隊呉防備戦隊に編入された。
4月23日、保高は海防艦伊王と共に舞鶴に到着。24日、2隻は舞鶴を出港し、七尾に回航。付近の海上にて対潜水艦を主体とした諸訓練を実施。
5月5日、保高は舞鶴鎮守府部隊第五十一戦隊に編入された。6月3日、海上護衛総司令部第一護衛艦隊第百二戦隊に編入された。

### 海軍艦艇・干珠の自沈
7月2日、保高は海防艦伊王、奄美、第13号海防艦と共に機雷敷設艦常磐を護衛して舞鶴を出港し、4日に大湊に到着。5日、第二海防隊に編入。
8月8日、保高は海防艦干珠と共に舞鶴を出港し、朝鮮半島へ向かう輸送船団の護衛にあたる。8月15日の終戦時は元山に所在。同日夕方、保高は干珠と共に舞鶴へ向かう輸送船団を護衛して元山を出港。干珠を先頭に、それに保高が続く縦隊で港口通過中、干珠の艦尾にソ連軍機が航空敷設した機雷が触れて爆発。保高は干珠を曳航して反転したが、北方よりソ連の巡洋艦2隻が元山へ接近しているとの報を受ける。干珠ではこれを受けて軍艦旗降下と総員退去および注水弁（キングストン弁）開けが発令され、乗員は保高に収容された。船団の出港は延期され、触雷による負傷者は元山の陸軍病院へ搬送された。干珠は北緯39度10分 東経127度27分 / 北緯39.167度 東経127.450度の元山港石炭埠頭東北東450メートル地点付近で自沈した。16日朝、保高は輸送船団を護衛して元山を出港し、20日に舞鶴に到着。保高は同日出港し、21日に大湊に到着した。
25日、横須賀鎮守府第一予備海防艦に定められる。11月30日、海軍省の廃止に伴い除籍された。

### 特別輸送艦
1945年（昭和20年）12月1日、第二復員省の開庁に伴い、横須賀地方復員局所管の特別輸送艦に定められ、主に南方からの復員輸送に従事。
1946年（昭和21年）12月15日、特別保管艦に指定される。
1947年（昭和22年）7月19日、特別輸送艦の定めを解かれる。同日、賠償艦としてアメリカに引き渡されたがすぐに売却。浦賀船渠で解体作業が行われ、1948年（昭和23年）4月1日に解体完了となった。保高の艦名は海上自衛隊の掃海艇「ほたか」に引き継がれた。

## 海防艦長/艦長
艤装員長
1. 藤本榮左 少佐：1945年2月10日[1] - 1945年3月30日

海防艦長/艦長
1. 藤本榮左 少佐/中佐：海防艦長 1945年3月30日[2] - 1945年10月5日[3]、以後10月16日まで艦長の発令無し。
2. 本多敏治 少佐/第二復員官/第二復員事務官：1945年10月16日[4] - 艦長 1945年12月1日 - 1946年4月11日[5]、以後4月20日まで艦長の発令無し。
3. 前田一郎 第二復員事務官/復員事務官：1946年4月20日[6] - 1946年12月25日[7]、以後1947年7月10日まで艦長の発令無し。
4. 冨士川賢次 復員事務官：1947年7月10日[8] - 1947年7月19日

### 注
1. ↑  これは法令上の定員数であり、特修兵、その他臨時増置された人員を含まない。
2. ↑  実際はソ連駆逐艦ヴォイコフと護衛艦EK-3。